# 3968 Koptelov
3968 Koptelov (1978 TU5) là một tiểu hành tinh vành đai chính được phát hiện ngày 8 tháng 10 năm 1978 bởi L. Chernykh ở Nauchnyj.